# Zambie aux Jeux olympiques d'été de 2016
La Zambie participe aux Jeux olympiques d'été de 2016 à Rio de Janeiro au Brésil du 5 août au 21 août. Il s'agit de sa 13e participation à des Jeux d'été.

## Athlétisme
| Athlète           | Épreuve           | Séries  | Séries | Demi-finales | Demi-finales | Finale          | Finale   |
| Athlète           | Épreuve           | Temps   | Rang   | Temps        | Rang         | Temps           | Rang     |
| ----------------- | ----------------- | ------- | ------ | ------------ | ------------ | --------------- | -------- |
| Gerald Phiri      | 100 m masculin    | 10 s 27 | 4e     | Éliminé      | Éliminé      | Éliminé         | Éliminé  |
| Jordan Chipangama | Marathon masculin | NC      | NC     | NC           | NC           | 2 h 24 min 58 s | 93e      |
| Kabange Mupopo    | 400 m féminin     | 51 s 76 | 2e     | 52 s 04      | 7e           | Éliminée        | Éliminée |

## Boxe
| Athlète      | Catégorie             | 16e de finale               | 8e de finale        | Quart de finale     | Demi-finale         | Finale              | Finale  |
| Athlète      | Catégorie             | Adversaire Résultat         | Adversaire Résultat | Adversaire Résultat | Adversaire Résultat | Adversaire Résultat | Rang    |
| ------------ | --------------------- | --------------------------- | ------------------- | ------------------- | ------------------- | ------------------- | ------- |
| Benny Muziyo | Poids moyens (-75 kg) | Battu par Önder Şipal 1 - 2 | Éliminé             | Éliminé             | Éliminé             | Éliminé             | Éliminé |

## Judo
| Athlète       | Compétition    | 1er tour            | 2e tour                 | Quart de finale     | Demi-finale         | Repêchage 1         | Repêchage 2         | Finale              | Finale  |
| Athlète       | Compétition    | Adversaire Résultat | Adversaire Résultat     | Adversaire Résultat | Adversaire Résultat | Adversaire Résultat | Adversaire Résultat | Adversaire Résultat | Rang    |
| ------------- | -------------- | ------------------- | ----------------------- | ------------------- | ------------------- | ------------------- | ------------------- | ------------------- | ------- |
| Mathews Punza | Moins de 66 kg | Bat Golan Pollack   | Battu par Adrian Gomboc | Éliminé             | Éliminé             | Éliminé             | Éliminé             | Éliminé             | Éliminé |

## Natation
| Athlète      | Épreuve                 | Séries  | Séries | Demi-finales | Demi-finales | Finale   | Finale   |
| Athlète      | Épreuve                 | Temps   | Rang   | Temps        | Rang         | Temps    | Rang     |
| ------------ | ----------------------- | ------- | ------ | ------------ | ------------ | -------- | -------- |
| Ralph Goveia | 100 m papillon hommes   | 54 s 84 | 38e    | Éliminé      | Éliminé      | Éliminé  | Éliminé  |
| Jade Howard  | 100 m nage libre femmes | 58 s 47 | 35e    | Éliminée     | Éliminée     | Éliminée | Éliminée |